# Henry Roberts (Architekt)
Henry Roberts (* 16. April 1803 in Philadelphia, USA; † 9. März 1876 in Florenz) war ein britischer Architekt, bekannt für seine Entwicklung von Modellbehausungen für Industriearbeiter in der aufkommenden Industrialisierung in England.

## Leben und Wirken
Henry Roberts wurde 1803 in Philadelphia, Pennsylvania als Sohn eines englisch-amerikanischen Handelsmannes geboren. Kurz nach seiner Geburt kehrte seine Familie nach Großbritannien zurück.
1818 begann Roberts eine siebenjährige Lehre bei Charles Fowler. Danach besuchte er die Royal Academy und arbeitete für Robert Smirke. Daneben nahm er an diversen Wettbewerben teil.
1828 begab er sich auf eine Italienreise. Besonders beeindruckt zeigte er sich vom Ospedale L'Albergo Reale dei Poveri, einem Armenhaus in Neapel, das als philanthropisches Projekt von Karl III. 1751 in Auftrag gegeben wurde. 1830 kehrte er nach London zurück und eröffnete sein eigenes Büro. 1832 gewann er den Wettbewerb für die Fishmongers Hall. Zu dieser Zeit baute er auch eine Reihe von Landhäusern für die englische Aristokratie und nahm George Gilbert Scott als Lehrling auf, welcher Roberts später als unabhängigen, höflichen, religiösen, präzisen und ruhigen Mann beschreiben sollte. 1844 wurde Roberts zum Architekten der Brighton, Croydon, Dover and Greenwich Railway ernannt.
Bereits seit 1825 beschäftigte sich Roberts mit dem Entwurf für Wohnbauten und -siedlungen für Industriearbeiter. In der aufkommenden Industrialisierung war die Behausung für Industriearbeiter ein drängendes Problem, unter anderem führten die schlechten sanitären Verhältnisse der Elendssiedlungen zu wiederkehrenden Krankheitsepidemien. Zu dieser Zeit bildeten sich in England eine Reihe philanthropischer Gesellschaften, die sich diesem Problem annehmen wollten. Ab 1844 steht Roberts in engem Kontakt zur Society for Improving the Condition of the Labouring Classes. Für diese Organisation und später auch für die Metropolitan Association for Improving the Dwellings of the Industrious Classes entwarf Roberts eine Reihe von innovativen Arbeitersiedlungen, wie zum Beispiel die Modellsiedlung an der Streatham Street in Bloomsbury. Für die Weltausstellung von 1851 entwarf er im Auftrag von Prince Albert einen Prototyp eines zweigeschossigen Arbeiterhauses mit vier Wohnungen, welche paarweise um ein gemeinsames Treppenhaus angeordnet sind. Dieser Modelltyp hatte für den Rest des Jahrhunderts großen Einfluss auf die weitere Planung von Arbeiterhäusern.
Roberts gab neben seinem architektonischen Schaffen auch zahlreiche in diverse Sprachen übersetzte Schriften zur Reformbewegung heraus.
Seine letzten Lebensjahre verbrachte Roberts in Italien. Er starb 1876 in Florenz.

## Publikationen
- The Dwellings of the Labouring Classes, 1850.
- The Improvement of the Dwellings of the Labouring Classes through the Operation of Government Measures, 1859.
- The Essentials of a Healthy Dwelling and the Extension of its Benefits to the Labouring Population, 1862.
- The Physical Condition of the Labouring Classes, Resulting from the State of their Dwellings, 1866.
- Efforts on the Continent for Improving the Dwellings of the Labouring Classes, 1874.